# Pic Central
Le pic Central est un sommet des Pyrénées, situé sur la frontière franco-espagnole entre les Hautes-Pyrénées, en région Occitanie, et la province de Huesca dans la communauté d'Aragon, dans le massif du Vignemale. C'est le quatrième plus haut sommet de ce massif (3 235 ou 3 227 m).

## Géographie

### Topographie
Le versant français est situé dans le département des Hautes-Pyrénées, entre Cauterets et Gavarnie-Gèdre, arrondissement d'Argelès-Gazost dans le parc national des Pyrénées. Le versant espagnol, au sud, est inclus dans la « reserva de la Biosfera Ordesa-Viñamala », sur le territoire de Torla-Ordesa, province de Huesca.

### Hydrographie
Le sommet délimite la ligne de partage des eaux entre le bassin de l'Adour, qui se déverse dans l'Atlantique côté nord, et le bassin de l'Èbre, qui coule vers la Méditerranée côté sud.